# Михайловичи
Миха́йловичи (бел. Міхайлавічы) — деревня в составе Маслаковского сельсовета Горецкого района Могилёвской области Республики Беларусь.

## Население
- 1999 год — 105 человек
- 2010 год — 36 человек

## Известные жители
- Моисеев Леонид Сергеевич — бывший председатель ЗАО «Агрокомбинат „Заря“» Могилёвского района, награжден орденами Отечества I, II и III ст., заслуженный работник сельского хозяйства Республики Беларусь.
- Титов Леонид Петрович — заведующий лабораторией клинической и экспериментальной микробиологии, РНПЦ эпидемиологии и микробиологии Министерства здравоохранения Республики Беларусь, г. Минск, Академик НАН Беларуси, академик РАН, академик РМТА, доктор медицинских наук, профессор, учёный в области микробиологии и иммунологии, заслуженный деятель науки РБ, лауреат Государственной премии в области науки и техники РБ. Награжден медалью к 100-летию В. И. Ленина и орденом Знак Почета.